# Parafaujasia
Parafaujasia là một chi thực vật có hoa trong họ Cúc (Asteraceae).

## Loài
Chi Parafaujasia gồm các loài: